# Złotogłówka
Złotogłówka (Peucedramus taeniatus) – gatunek małego ptaka z rodziny złotogłówek (Peucedramidae), której jest jedynym przedstawicielem. Zasiedla głównie Meksyk i północną część Ameryki Centralnej (po Nikaraguę) oraz południowo-zachodnie obrzeża Stanów Zjednoczonych (stany Arizona i Nowy Meksyk).  
Nie jest zagrożona. Jej zasięg występowania wynosi około 693 000 km². 

## Systematyka
Taksonem siostrzanym wobec złotogłówek są płochacze (Prunellidae). Dawniej rodzaj Peucedramus umieszczany był w rodzinie lasówek (Parulidae), z którymi jednak nie jest blisko spokrewniony.
Podgatunki i zasięg występowania
Wyróżnia się następujące podgatunki Peucedramus taeniatus:
- P. taeniatus arizonae – południowo-zachodnie USA i północno-zachodni Meksyk.
- P. taeniatus jaliscensis – północno-środkowy do środkowego Meksyk.
- P. taeniatus giraudi – południowo-środkowy Meksyk.
- P. taeniatus taeniatus – południowo-środkowy Meksyk do zachodniej Gwatemali.
- P. taeniatus micrus – Honduras, północny Salwador i północna Nikaragua.

## Morfologia
Długość ciała około 13,5 cm, rozpiętość skrzydeł 23–23,5 cm. Masa ciała około 11 g.
Zgodnie z nazwą, charakterystyczną cechą samca jest złota głowa oraz pierś, żywo kontrastujące z czarnymi dziobem i maską. Samica różni się jedynie brudnożółtą głową. Poza tym obie płci nie wyróżniają się; mają szary grzbiet i ogon oraz biały spód. Na skrzydłach białe dwa paski i jedna plamka. Lotki są czarne, ale żółto obrzeżone, co sprawia efekt paskowania.

## Rozród
Składa 3–4 jaja w gnieździe mieszczącym się na drzewie.

## Status
Międzynarodowa Unia Ochrony Przyrody (IUCN) uznaje złotogłówkę za gatunek najmniejszej troski (LC – Least Concern) nieprzerwanie od 1988 roku. W 2019 roku organizacja Partners in Flight szacowała liczebność światowej populacji na 1,9 miliona dorosłych osobników, a jej trend uznawała za lekko spadkowy ze względu na utratę siedlisk w obrębie zasięgu występowania.